# Bathia
Bathia (în arabă بطحية) este o comună din provincia Aïn Defla, Algeria.
Populația comunei este de 6.238 de locuitori (2008).